# Whatever Gets You Thru the Night
"Whatever Gets You Thru the Night" -En español: Lo que sea que te lleve dentro de la noche- es una canción compuesta e interpretada por el músico británico John Lennon. Fue el primer sencillo extraído del álbum Walls and Bridges, el 4 de octubre de 1974. Como lado B se incluyó "Beef Jerky", del mismo disco.
"Whatever Gets You Thru The Night" fue la única canción de John Lennon que alcanzó el número uno en las listas de sencillos de Billboard durante la vida del músico ("[Just Like] Starting Over" llegaría a la misma posición en 1981 de una forma póstuma). Contó con la participación del músico y compositor británico Elton John, quien toca el piano y hace los coros.
Este suceso ocurrió por una única semana para el 16 de noviembre de 1974. Según el mismo registro oficial, el tema descendió a la posición número 12 para la siguiente semana (23 de noviembre). Lennon fue el último exmiembro de The Beatles en lograr un número uno en solitario en Estados Unidos hasta que Paul McCartney llegó al número 1 en 2018 con su álbum "Egypt Station". En el Reino Unido el sencillo pasó prácticamente sin mayor éxito (#36).

## Historia

### Una apuesta cumplida

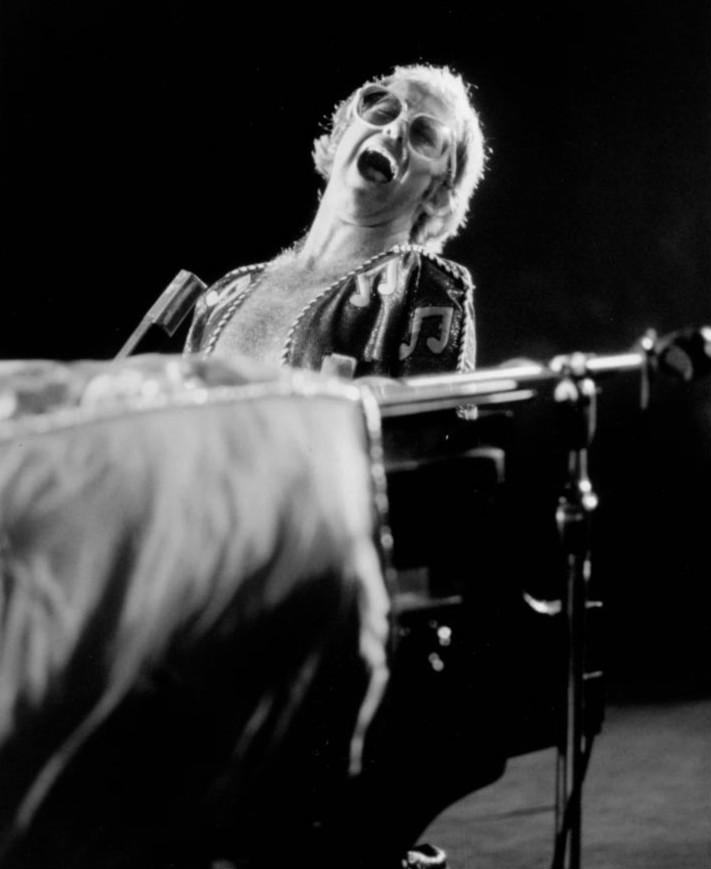
Elton John actuando en la televisión estadounidense, 1974

Durante las sesiones en el estudio, Elton John apostó que el tema llegaría a lo más alto de las listas ante el escepticismo mostrado por Lennon, desafiándole a aparecer en un concierto si ganaba la apuesta. Cuando el sencillo consiguió el número uno, Lennon aparecería por última vez en el concierto de Elton John ofrecido en el Madison Square Garden el 28 de noviembre de 1974.
La grabación en directo incluyó además de Elton John en los coros y en el piano, al grupo Muscle Shoals Horns. 
En esta curiosa y memorable presentación Lennon actuó como invitado brevemente por apenas unos 15 minutos, interpretando este tema junto a Elton en el piano por única vez en vivo, y otras dos piezas clásicas de su época con The Beatles: una versión extendida de "Lucy in the Sky with Diamonds" y por último "I Saw Her Standing There", canción que fue compuesta e interpretada en su mayor parte por Paul McCartney, algo aún más particular. 
Esta versión en concierto fue incluida como un tema adicional en una nueva edición de Walls and Bridges, publicada en noviembre de 2005.

### Concepción del tema
La inspiración para la canción provino de la televisión nocturna. En diciembre de 2005, May Pang, compañera sentimental de Lennon durante dicho periodo, comentó a Radio Times: "Por la noche a John le gustaba cambiar de canal, y recogía frases de todos los espectáculos que veía. Una vez, estaba viendo al Reverendo Ike, un evangelista negro famoso, que decía: "Permítanme decirles a ustedes, no importa, lo que sea que te lleve a través de la noche" (lo que te permita atravesar la noche). A John le encantó y dijo: `Tengo que escribirlo o lo voy a olvidar´. Él siempre mantenía una libreta y un bolígrafo junto a la cama. Ese fue el comienzo de `Whatever Gets You Thru The Night´".
La música fue inspirada por el sencillo número uno en Billboard de ese momento, "Rock Your Baby" de George McCrae.
Aunque la pista publicada se parece muy poco a esa canción, la inspiración es más evidente en la versión alternativa contenida en John Lennon Anthology.
Sin embargo, esta no era la primera opción de Lennon para el primer sencillo de su álbum. En realidad fue elegido por el vicepresidente de Capitol Records, Al Coury, que vio el potencial del tema y quien había trabajado recientemente en sencillos "mágicos" del disco Band on the Run de Paul McCartney.

## Otras versiones
En 2007, Yoko Ono permitió a Amnistía Internacional versionar el tema con un buen número de grupos musicales. Los Lonely Boys interpretarían el tema como segundo sencillo del álbum Instant Karma: The Amnesty International Campaign to Save Darfur.

## Personal
Las músicos que interpretaron la grabación original fueron los siguientes:
- John Lennon - vocales, guitarra
- Elton John - piano, armonía vocal
- Jim Keltner - batería
- Klaus Voormann – bajo
- Bobby Keys - saxofón
- Ken Ascher - clavinet
- Jesse Ed Davis - guitarra
- Arthur Jenkins - percusión

## Misceláneas
- En una entrevista realizada en 1975, Lennon expresó elogios hacia Elton John luego del concierto del Madison Square Garden: -"I remember hearing Elton John's Your Song in America. I remember thinking, great, that's the first new thing that's happened since we happened. It was a step forward. There was something about his vocals that was an improvement on all of the English vocals until then". ("Recuerdo escuchando Your Song de Elton John en América. Recuerdo que pensé, grandioso, esa es la primera cosa nueva que sucedió desde que sucedimos. Era un paso adelante. Había algo sobre sus vocales que era una mejora en todos los vocales ingleses hasta entonces").

- El ex-Beatle no volvería a actuar en un escenario ante un público masivo en los años siguientes hasta su muerte, con la única salvedad de su participación en el programa televisivo tributo "A Salute to Sir Lew Grade", donde cantó "Slipping and Sliding", "Stand By Me" (tema editado y del que no existe vídeo),  y por último "Imagine" en el Hotel Waldorf Astoria el 18 de abril de 1975.  (enlace roto disponible en Internet Archive; véase el historial, la primera versión y la última).